# Macellicephaloides vitiazi
Macellicephaloides vitiazi är en ringmaskart som beskrevs av Uschakov 1955. Macellicephaloides vitiazi ingår i släktet Macellicephaloides och familjen Polynoidae. Inga underarter finns listade i Catalogue of Life.